# 春回
《春回》（法語：Le Printemps）是法国画家威廉·阿道夫·布格罗创作于1886年的一副油画。现藏于内布拉斯加州奥马哈的乔斯林美术馆（Joslyn Art Museum）。